# جو مارشال
جو مارشال (بالإنجليزية: Joe Marshall)‏ هو لاعب كرة قاعدة أمريكي، ولد في 19 فبراير 1876 في أودوبون في الولايات المتحدة، وتوفي في 11 سبتمبر 1931 في سانتا مونيكا في الولايات المتحدة.

## وصلات خارجية
- جو مارشال على موقعبيزبول رفرنس.كوم (الدوري الرئيسي) (الإنجليزية)
- جو مارشال على موقعبيزبول رفرنس.كوم (الدوري الثانوي) (الإنجليزية)